# Hugh Town
Hugh Town [hju:taun] (kornsky Treworenys nebo Tre Huw) je středisko a největší sídlo britského souostroví Scilly. Nachází se na jejich největším ostrově St Mary's (Ennor), centrální část se prostírá na nízké šíji vedoucí na poloostrov Garrison. Obec Hugh Town zahrnuje celý ostrov, včetně vesnice Old Town a řady osad. Díky své poloze má město dvě pláže a přístaviště, severní u zátoky St Mary's Pool a jižní u zátoky Porthcressa. Je zde hlavní scilonský přístav, odkud vedou lodní linky na ostatní ostrovy a trajekt do Penzance ve Velké Británii.
Jako jediné místo na ostrovech není půda Hugh Townu ve formálním vlastnictví vévody z Cornwallu, ale roku 1949 byla odprodána obyvatelům. Ve městečku sídlí různé instituce a služby pro celé Scilly, jako nemocnice, škola, knihovna, elektrárna, spalovna, je zde také pivovar nebo hasičská zbrojnice. Počet obyvatel se pohybuje okolo 1000, což je necelá polovina celé populace ostrovů.

## Etymologie
Název nesouvisí s osobním jménem Hugh, ale pochází ze staroanglického výrazu pro výběžek nebo vyvýšené místo. The Hugh byl původní název poloostrova Garrison západně od města.

## Galerie

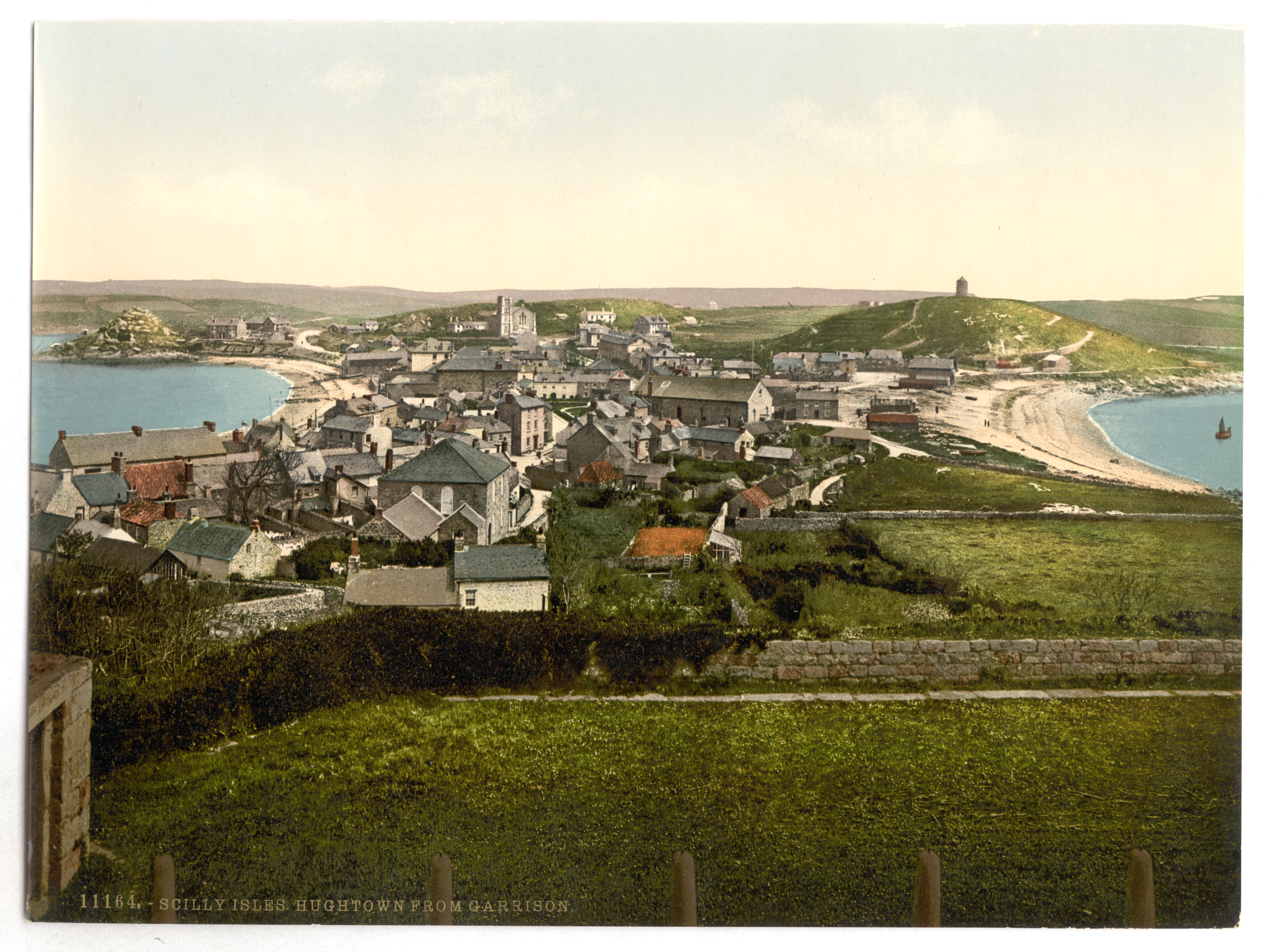
Pohlednice okolo roku 1900, pohled od západu
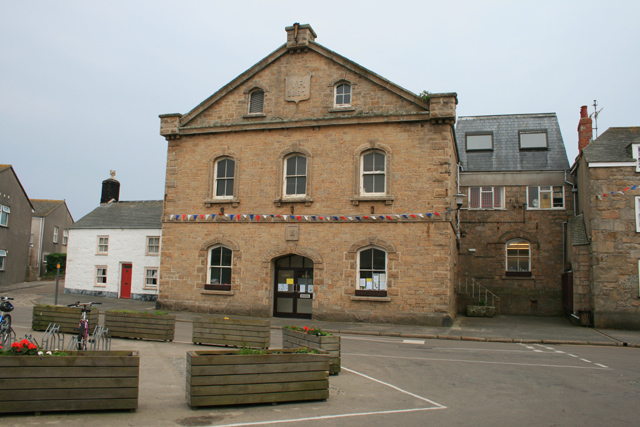
Radnice
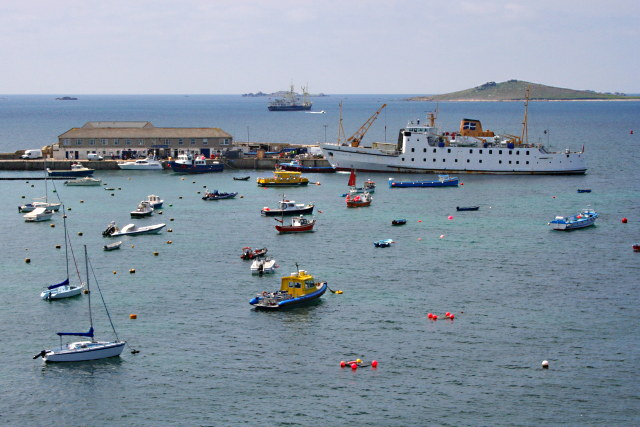
Přístav s loděmi a trajektem Scillonian III
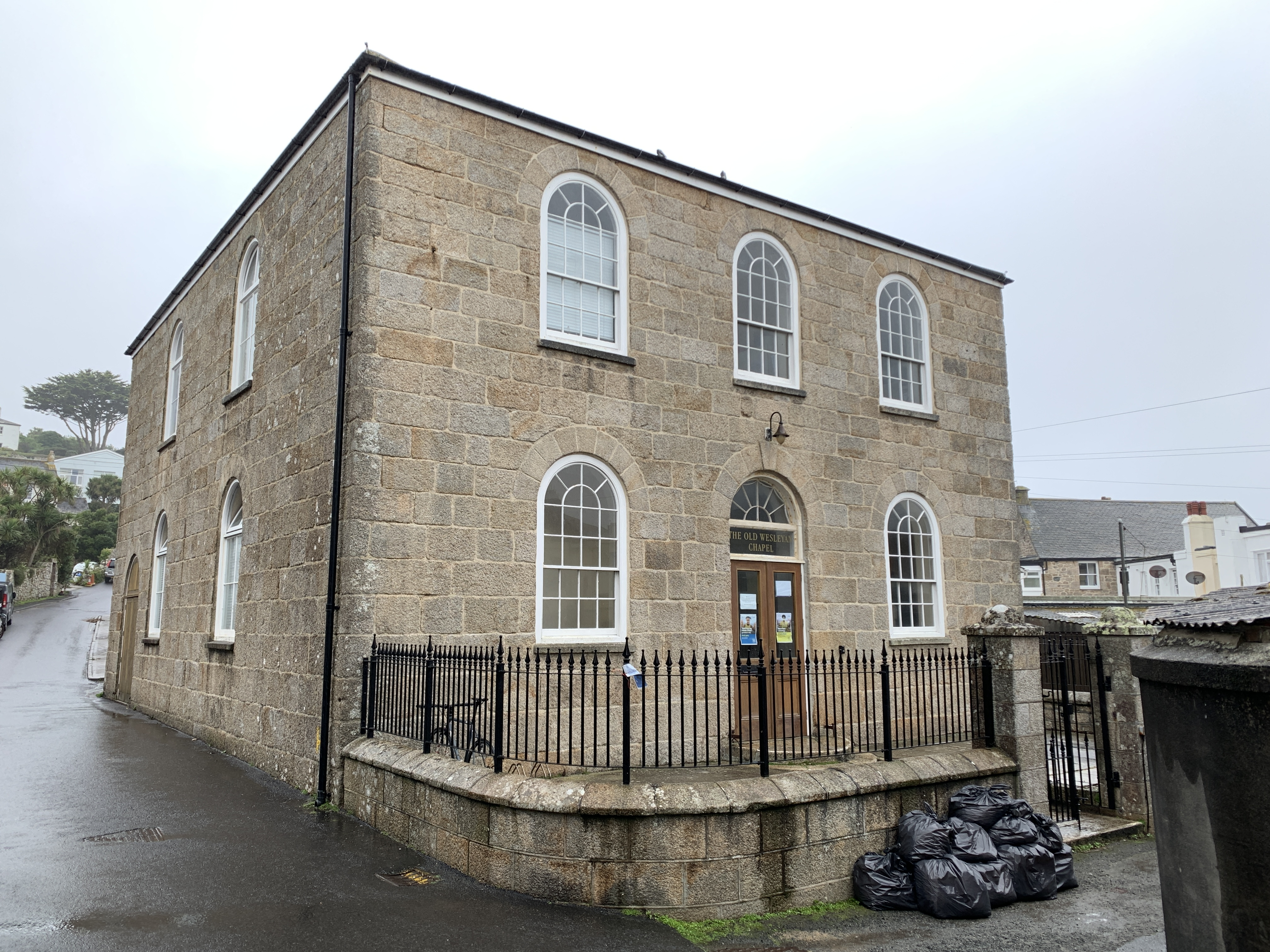
Bývalá metodistická kaple, nyní zasedací sál Rady ostrovů Scilly
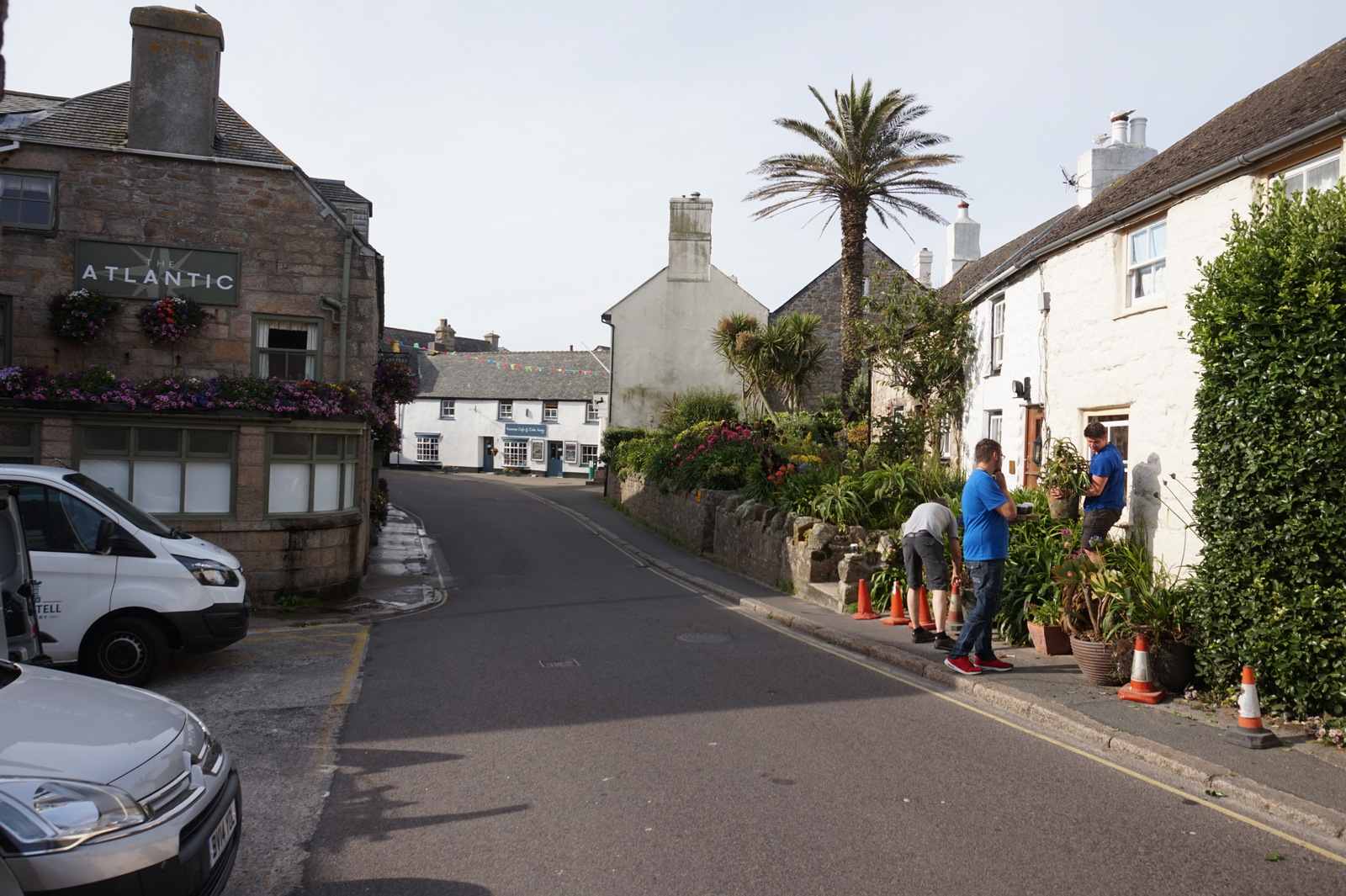
Hugh Street
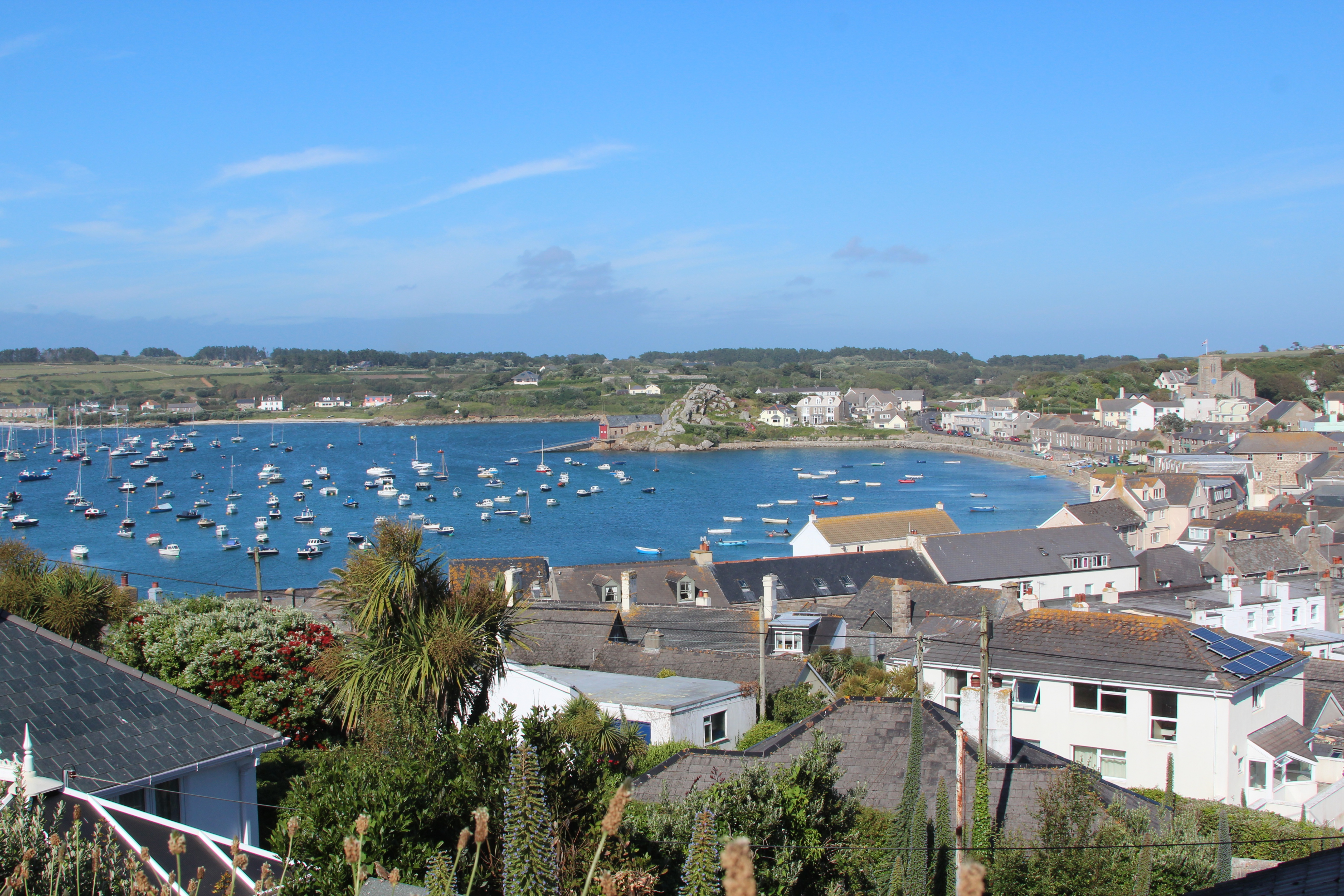
Zátoka St Mary's Pool, uprostřed skalisko Carn Thomas